# Grünstadt
Grünstadt település Németországban, Rajna-vidék-Pfalz tartományban. Lakosainak száma 14 169 fő (2023. december 31.).

## Népesség
A település népességének változása:
| Lakosok száma | 10 027 | 13 505 | 13 422 | 13 840 | 14 057 | 14 169 |
|               | 1975   | 2017   | 2019   | 2021   | 2022   | 2023   |